# Sebastian (Florida)
Sebastian è una città degli Stati Uniti d'America situata in Florida, nella Contea di Indian River.